# Аеродром Свалбард
Аеродром Свалбард, Лонгјер (норв. Svalbard lufthavn, Longyear; : , : ) главни је аеродром на Свалбарду, норвешком архипелагу у Арктичком океану. Налази се 5 km северозападно од Лонгјербијена. Најсевернији је аеродром са редовним летовима. Кроз аеродром је 2014. године прошло 154.261 путника.

## Авио-компаније и дестинације
| Авио-компанија        | Одредишта                     |
| --------------------- | ----------------------------- |
| Arktikugol            | Чартер: Баренцбург, Пирамиден |
| Lufttransport         | Чартер: Ни-Алесунд, Свеа      |
| Norwegian Air Shuttle | Осло, Тромсо                  |
| Scandinavian Airlines | Осло, Тромсо                  |